# Bernard de Corleone
Filippo Latino, en religion Bernard de Corleone (6 février 1605- 12 janvier 1667), est un frère lai franciscain originaire de Sicile, reconnu saint par l'Église catholique. Il est commémoré le 12 janvier selon le Martyrologe romain.

## Biographie

### Jeunesse
Né le 6 février 1605 à Corleone en Sicile, son père exerçait le métier de cordonnier. Sa famille était pieuse, soucieuse des pauvres, et les enfants furent élevés dans la pratique religieuse quotidienne.
Toutefois, le jeune Filippo prit goût au maniement des armes, et devint ainsi, aux dires de ses contemporains, la plus fine lame de la Sicile. Il aimait à répondre à la moindre provocation en tirant l'épée, et provoquait en duel quiconque s'opposait à lui.
C'est ainsi qu'un jour, il blessa gravement un adversaire, qui en perdit l'usage d'un bras. Bouleversé, Filippo lui demande pardon, et décida, peu de temps après, en 1631, de rejoindre les Franciscains à Caltanissetta, comme frère lai.

### Vie religieuse
Là, il prendra le nom de Bernard, auquel il sera ajouté de Corleone. Il est chargé, dans les couvents successifs où on l'envoie, de la cuisine, du lavage, de l'infirmerie, des aumônes, mais aussi de l'aide au sacristain pour le service de l'église et de l'autel. 

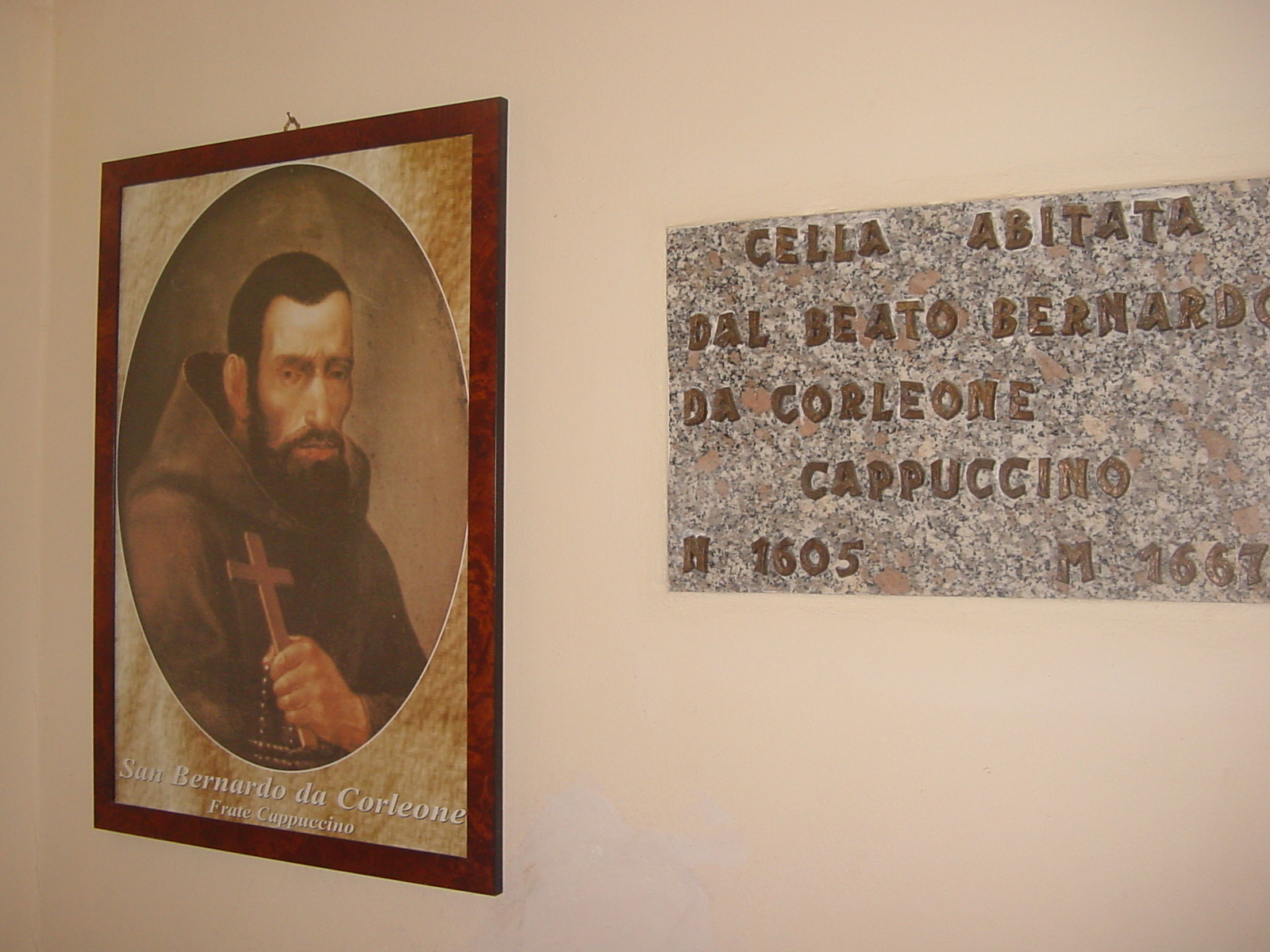
Mur de la cellule de saint Bernard au couvent de Bivona

Frère Bernard priait sans cesse, et s'infligeait de cruelles mortifications en signe de pénitence. Aux dires de ses supérieurs, tout illettré qu'il était, il pouvait expliquer les Écritures, et bénéficiait de grâces mystiques. Il avait prédit le jour exact de sa mort.
Épuisé par les mortifications auxquelles il se soumettait, il passa les dernières années de sa vie religieuse à Palerme, où il ne s'occupait plus que du service de l'autel. Il mourut le 12 janvier 1667.

## Béatification - canonisation
- Béatifié en 1768 à Rome par le pape Clément XIII,
- Il fut canonisé le 10 juin 2001 à Rome par le pape Jean-Paul II.
- Sa fête a été fixée au 12 janvier[1].
- Il est représenté en habit de capucin, en attitude de pénitence.

## Citations
De Jean-Paul II lors de l'homélie de canonisation de Bernard de Corleone :
« Il s'ouvre au feu de l'amour consumant et se laisse embraser par lui, en en répercutant la chaleur sur les âmes des frères. »

## Sources
- Osservatore Romano : 2001 n.24 p. 1.4  -  n.25 p. 4
- Le petit livre des saints - Rosa Giorgi - Larousse - 2006 - page 30 -  (ISBN 2-03-582665-9)

- (en) Cet article est partiellement ou en totalité issu de l’article de Wikipédia en anglais intitulé « Bernard of Corleone » (voir la liste des auteurs).